# Team DSM-Firmenich PostNL (женская)
Team DSM-Firmenich PostNL (UCI Team Code: DSM) — нидерландская профессиональная женская шоссейная велокоманда, аналогичная мужской Team DSM-Firmenich PostNL.
Женская часть команды DSM была создана в 2011 году, но стала командой UCI только в следующем году. В 2013 и 2014 годах её лидером была спринтер Кирстен Вилд. В 2015 году лидером была классическая гонщица Эми Питерс. Леа Кирхманн присоединилась к команде в 2016 году и заняла второе место в рейтинге Мирового тура UCI. В 2017 году в команду пришли Эллен ван Дейк, Люсинда Бранд и Корин Ривера.
Спонсором команды является швейцарская компания Firmenich, после слияния с нидерландской компанией DSM специализирующаяся на производстве товаров для здоровья, питания, ароматов и материалов.
Команда использует велосипеды Scott и компоненты Shimano.

## История команды
Как и одноименная мужская команда, команда управляется нидерландской компанией SMS Cycling B.V.

### 2012
До конца сезона 2012 года именным спонсором команды был производитель инструментов Skil, который прекратил спонсорство мужской команды в конце сезона 2011 года. Второй именной спонсор команды, производитель велосипедов Koga, был заменён нефтегазовой компанией Argos, которая также финансировала мужскую команду, о чём было объявлено 30 марта 2012 года. До этого момента женская команда называлась Skil 1t4i. 1t4i означает основные ценности, которым, по словам оператора, привержены обе команды: «Командный дух, вдохновение, честность, совершенствование, инновации». После объявления нового главного спонсора команда называлась Skil-Argos. 

### 2013
В 2013 году команда получила название Argos-Shimano, как и мужская команда, и была представлена публике вместе с последней в январе 2013 года.
Первую победу в общем зачёте команда одержала на Женском туре Катара, где Кирстен Вилд выиграла общий зачёт, зачёт по очкам и три этапа. В дальнейшем Вилд выиграла женскую гонку Гент — Вевельгем и четыре этапа Блуйзоне Фрисланд Тур.

### 2014
2014 год стал для команды выдающимся с момента её создания: Кирстен Вилд успешно защитила свой титул победительницы Тура Катара, одержав 3 победы на этапах, а её подруга, Эми Питерс выиграла один этап и победила в классификации молодых гонщиков. Питерс также выиграла женскую гонку Омлоп Хет Ниувсблад. Следующую победу в генеральной классификации команда одержала благодаря Вилд на Туре острова Чунмин. Клаудия Хойслер одержала последнюю победу в общем зачёте сезона 2014 года, выиграв Рут де Франс феминин.
1 сентября 2014 года было объявлено, что Кирстен Вилд покидает команду и переходит в Team Hitec Products. Сабрина Стултинс стала единственной гонщицей, которая присоединилась к команде на сезон 2015 года.
24 сентября 2014 года команда объявила о заключении четырехлетнего спонсорского контракта с немецкой компанией Alpecin, производителем средств по уходу за волосами. В сезоне 2015 года команда стала называться Team Liv-Plantur, а мужская команда — Team Giant-Alpecin.

### 2015

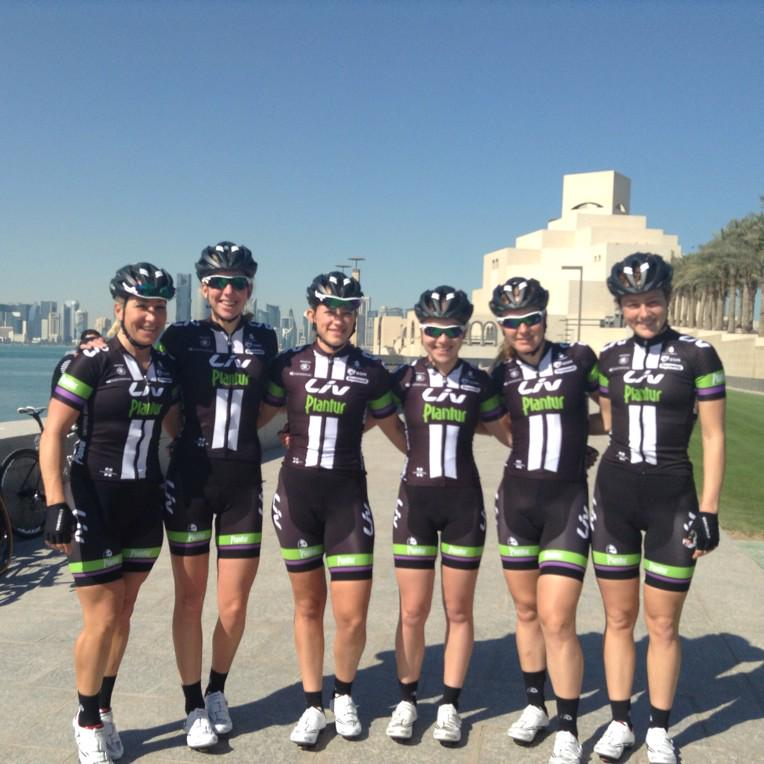
Liv-Plantur на Туре Катара 2015 года.

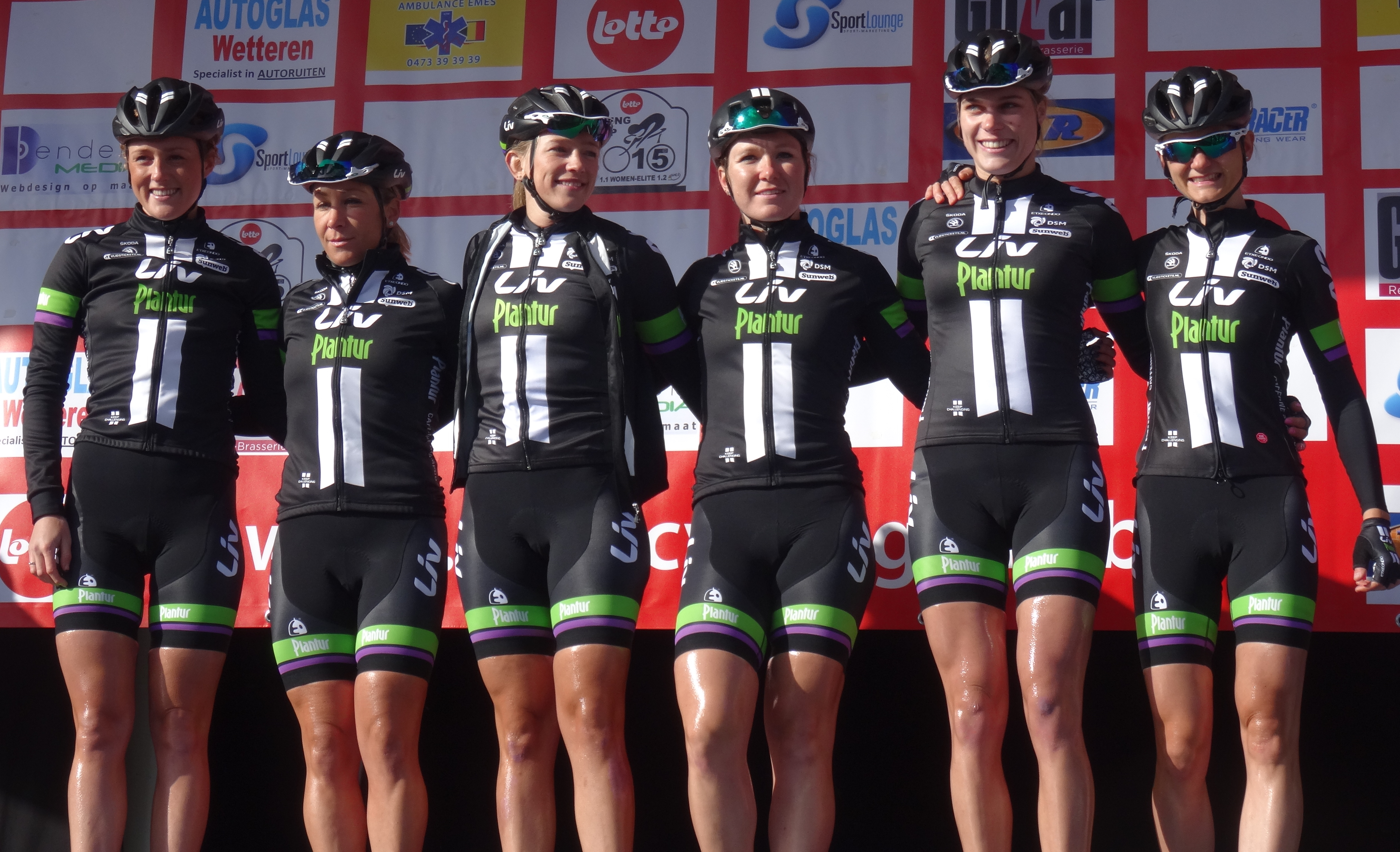
Команда на Ле-Самен 2015.

В начале сезона 2015 года производитель косметики Dr. Wolff Group из Билефельда заменил производителя велосипедных компонентов Shimano в качестве второго главного спонсора. Команда была переименована в Liv-Plantur в честь женских брендов главных спонсоров. В отличие от мужской команды, женская команда сохранила свою нидерландскую лицензию.

### 2016

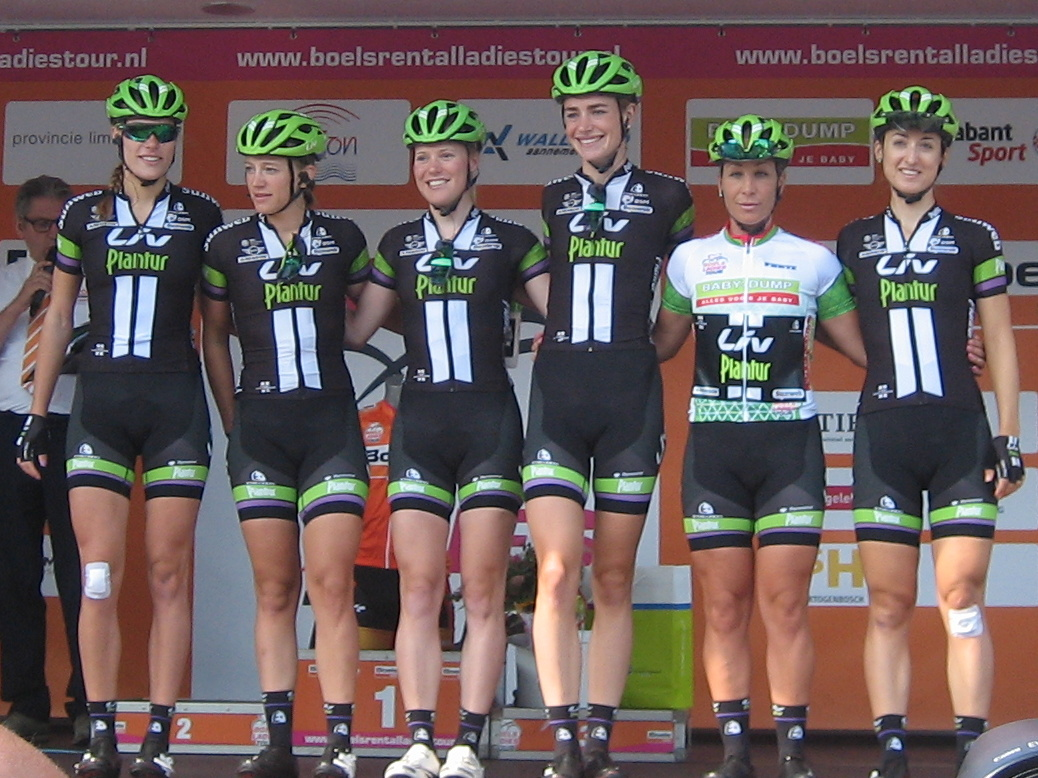
Команда на Холланд Ледис Тур 2016.

Сезон ознаменовался уходом лидера команды, Эми Питерс, а также спринтера Люси Гарнер. В качестве компенсации в команду пришла канадка Леа Кирхманн.
Леа Кирхманн проводит очень хороший сезон. Она выиграла гонку Дрентсе Ахт ван Вестервелд и один этап на Джиро д'Италия. Она также заняла третье место на Туре острова Чунмин и RideLondon Classique. Она закончила сезон на втором месте в Мировом туре. Команда Liv-Plantur заняла пятое место в командном зачёте и седьмое в рейтинге UCI.

### 2017

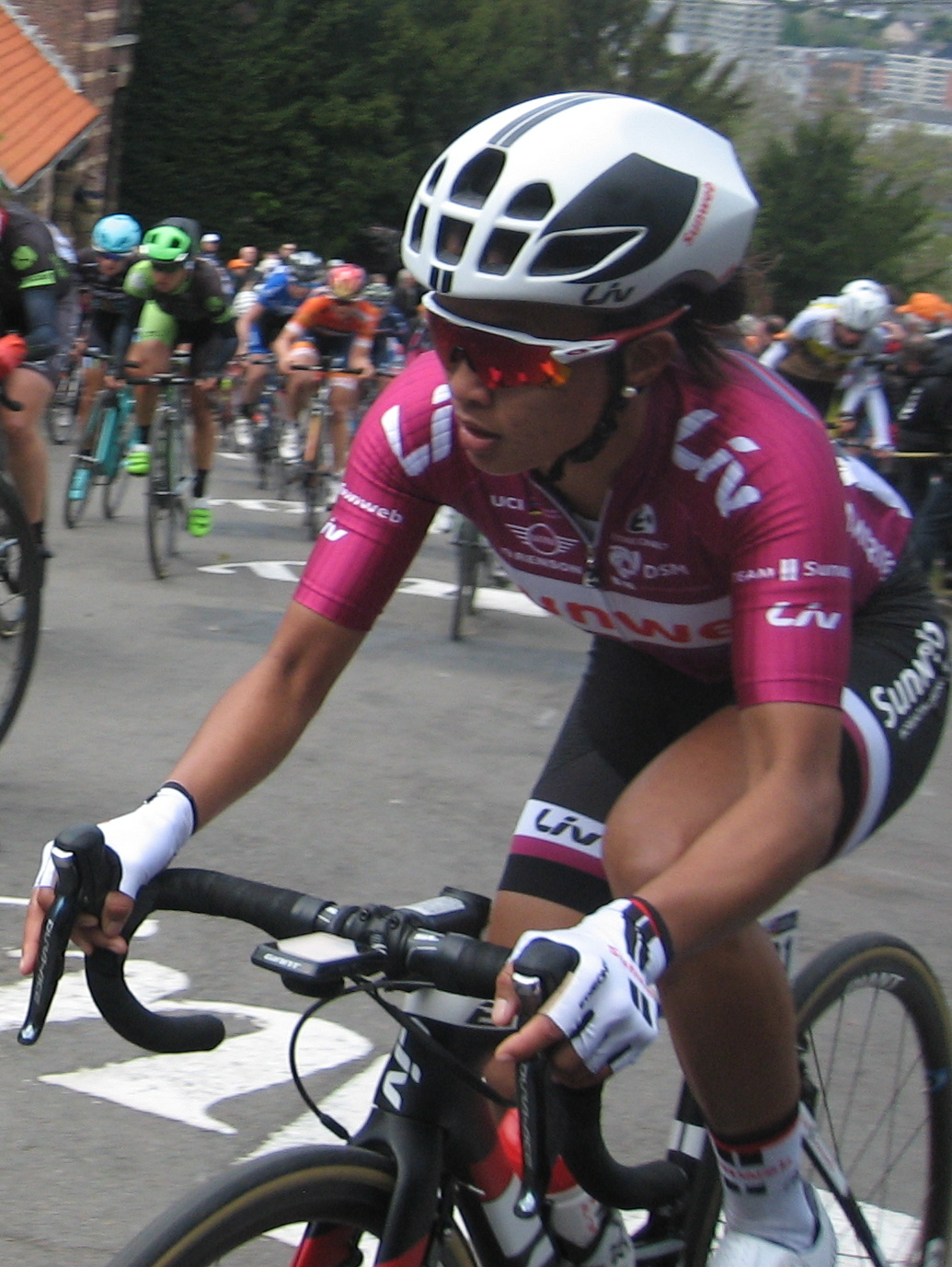
Корин Ривера на Мюр де Юи, 2017.

После ухода Alpecin единственным именным спонсором в 2017 году стал туроператор Sunweb.
В 2017 году состав команды значительно усилился благодаря приходу Эллен ван Дейк, Люсинды Бранд, Корин Ривера, Лианы Липперт и Жюльетт Лабу. Что касается уходов, то команду покидают Риянне Маркус, Сара Мустонен, Киара Стейнс и Карли Тейлор.
Спринтер Корин Ривера выиграла три гонки Мирового тура, включая Тур Фландрии. Это соревнование она завершила на четвёртом месте. Эллен ван Дейк, которая не только поддерживала победы Корин Риверы, но и выиграла Хэлфи Агинг Тур и чемпионат Европы в индивидуальной гонке, заняла второе место в Туре Тюрингии, третье в Холланд Ледис Тур и Туре Норвегии. Она заняла восьмое место в Мировом туре и четвёртое в рейтинге UCI. Люсинда Бранд выиграла Омлоп Хет Ниувсблад и один из этапов Джиро Роза. Леа Кирхманн заняла третье место в Опен Воргорда RR и четвёртое в женском мировом Туре. Кроме того, команда Sunweb преподнесла сюрприз на чемпионате мира в командной гонке, опередив команду Boels Dolmans.
В конце сезона команда, как и мужская команда Team Sunweb, выиграла командную гонку Чемпионата мира по шоссейному велоспорту 2017 года. Sunweb закончила сезон на втором месте в мировом рейтинге UCI.

### 2018

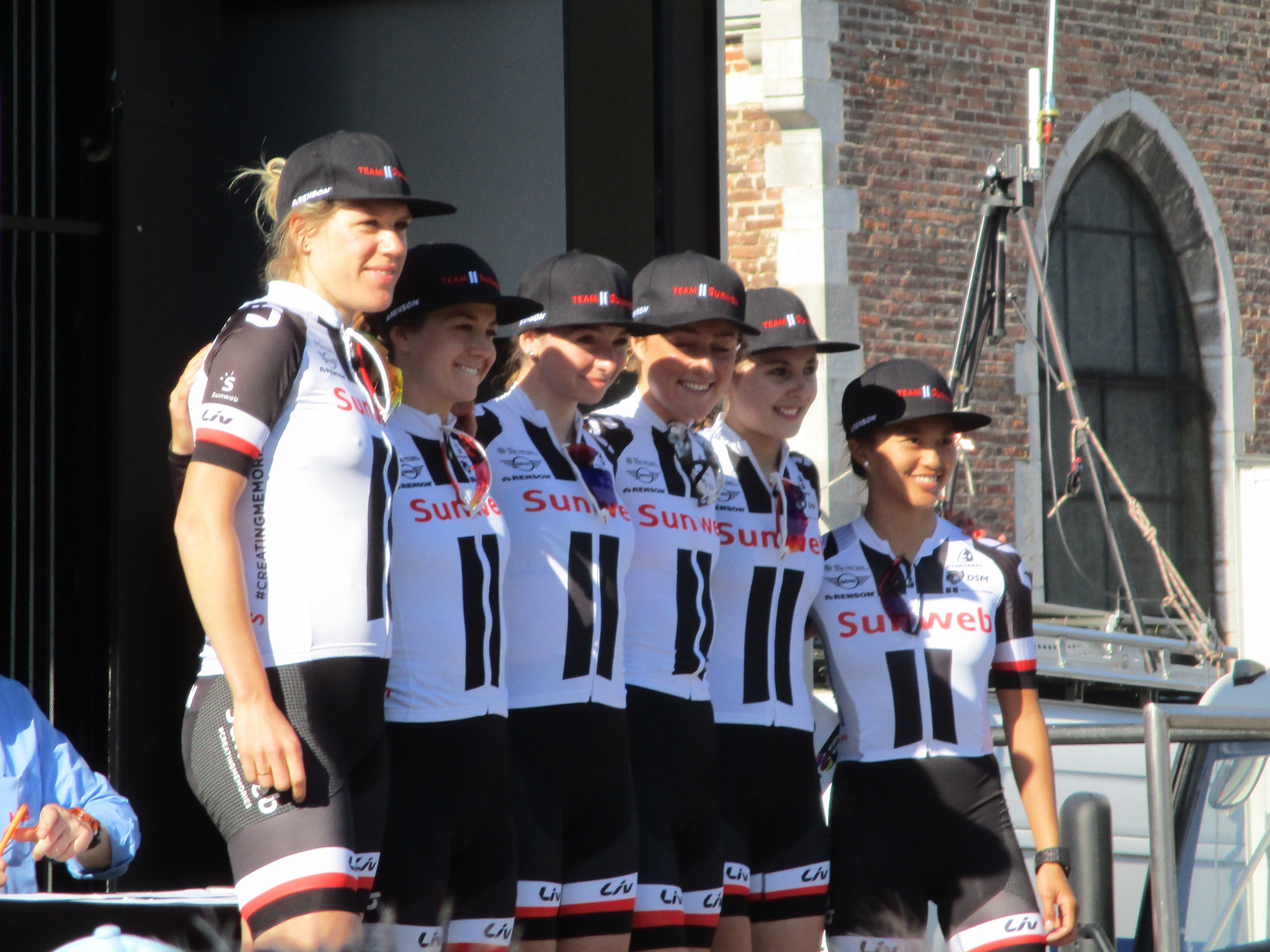
На старте гонки Флеш Валонь Фамм, 2018.

Состав команды практически стабилен, в него вошли две молодые перспективные гонщицы: Пернилле Матисен и Рут Уиндер. Розанна Слик, Сабрина Стултинс и Молли Уивер покидают команду.
Команда была хорошо сбалансированной и показывала стабильные результаты на протяжении всего сезона. Корин Ривера выиграла Вуменс Тур и чемпионат США по шоссейному велоспорту. Она также заняла третье место на Гран-при Плуэ — Бретань и Туре Норвегии. Эллен ван Дейк в третий раз подряд выиграла чемпионат Европы в индивидуальной гонке. Она также стала третьей на чемпионате мира в этой дисциплине. Она добавила свое имя в список победителей Ла Вуэльта Фамм и заняла второе место на Холланд Ледис Тур и Туре Тюрингии. Люсинда Бранд стала второй на Амстел Голд Рейс, четвёртой на Джиро Роза и шестой на чемпионате мира в индивидуальной гонке. Она также стала третьей на чемпионате мира по велокроссу. Леа Кирхманн стала чемпионкой Канады в индивидуальной гонке и четвёртой на чемпионате мира. Рут Уиндер выиграла этап на Джиро Роза и показала свою силу на Туре Ардеш, заняв четвёртое место. Лиана Липперт подтвердила свои способности, став чемпионкой Германии по шоссейному велоспорту и выиграв Тур Бельгии. Sunweb подтвердила свое положение одной из лучших команд в командных гонках. Она выиграла Тур Норвегии, Джиро д’Италия Донне и Ла Вуэльта Фамм. Она заняла второе место в Опен Воргорда TTT. Однако на чемпионате мира ей удалось занять лишь третье место. Корин Ривера занимала пятое место в рейтинге Мирового тура и седьмое в рейтинге UCI.
Команда заняла третье место в женском Мировом туре UCI в 2018 году и второе в 2019 году.

### 2019

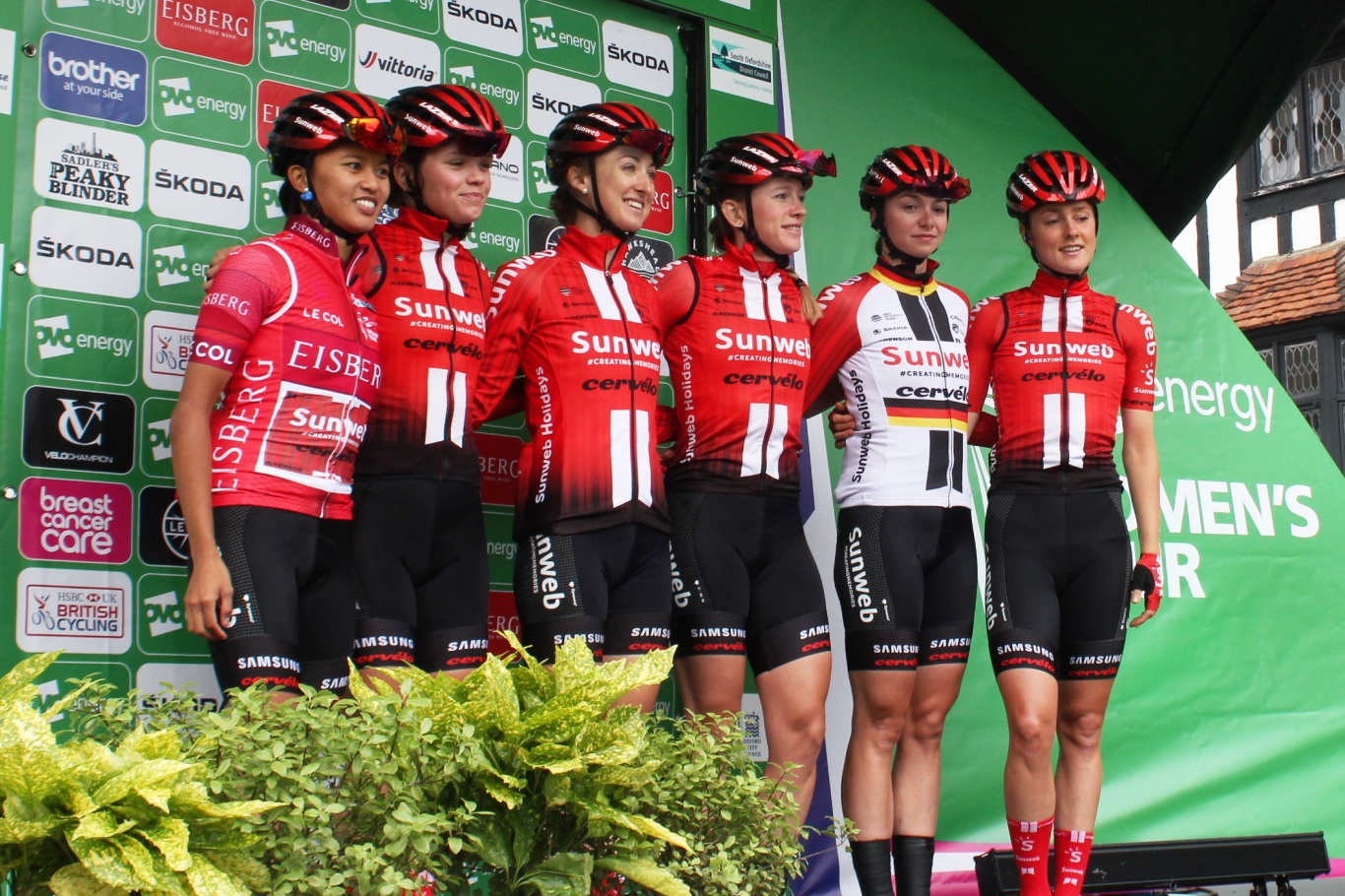
Команда на The Women's Tour, 2019.

Состав команды практически стабилизировался с приходом молодой норвежской спринтерши Сюзанны Андерсен, а также универсальных Яннеке Энсинг и Георги Пфайффер. Нидерландка Эллен ван Дейк покидает команду. Американская горовосходительница Рут Уиндер также покидает команду.
Сезон был сложным для команды в плане результатов, и только 7 сентября она одержала свою первую победу в групповой гонке. Корин Ривера в начале сезона выступала не так хорошо, как в предыдущие годы. Её лучшим результатом стало восьмое место в Трофее Альфредо Бинды — коммуны Читтильо. Однако в конце сезона она вернула свою форму, заняв третье место на RideLondon Classique, второе место на Туре Норвегии и второе место на Гран-при Плуэ — Бретань. Она также выиграла два этапа на Туре Бельгии. Другой лидер команды, Люсинда Бранд, перед началом шоссейного сезона провела отличный сезон в велокроссе. Она сосредоточилась на Джиро Роза, где её обошла Аннемик ван Влёйтен. Она часто атаковала, но безуспешно. Она финишировала шестой, в одной минуте от подиума. В течение сезона она занимала и другие призовые места, в том числе третье место в индивидуальной гонке чемпионата Европы, но побед не было. Леа Кирхманн выиграла Гран-при Гатино и индивидуальную гонку чемпионата Канады. Она также стала шестой на женском Туре и второй на дистанции Ла курс бай Тур де Франс. Главным результатом Флортье Маккайе стало второе место на Льеж-Бастонь-Льеж. Другие молодые гонщицы команды подтвердили свой потенциал: Лиана Липперт показала себя в женском Туре, завоевав майку лидера и заняв третье место в чемпионате Германии, Пернилле Матисен стала второй в Туре Тюрингии, Жюльетт Лабу была одиннадцатой на Джиро Роза, а Франциска Кох выиграла этап в Холланд Ледис Тур. Лия Кирхманн занимала восемнадцатое место в рейтинге UCI, а Корин Ривера — пятнадцатое в Мировом туре. Sunweb заняла второе место в обоих командных зачётах.

### 2020

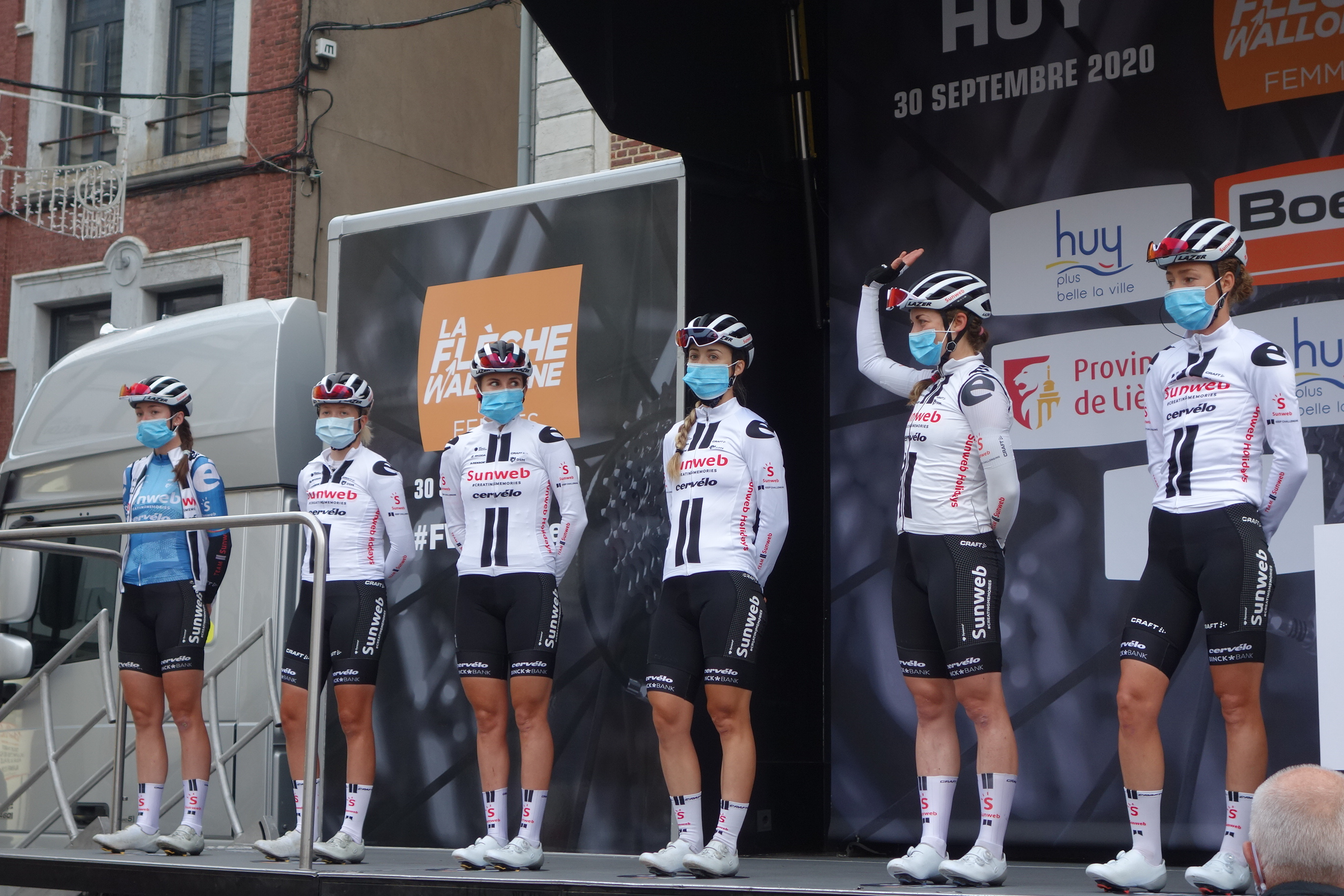
Команда на старте гонки Флеш Валонь Фамм, 2020.

В сезоне 2020 года Sunweb была зарегистрирована как немецкая команда с лицензией UCI Women's WorldTeam. В 2020 году команда заняла третье место в Женском мировом туре.
В декабре 2020 года компания Koninklijke DSM сменила Sunweb, пострадавшую от пандемии COVID-19, в качестве главного спонсора.
Команда получила статус команды Мирового тура, высшего дивизиона в женском велоспорте. Состав команды в целом остался стабильным: пришла Элисон Джексон и ушла Люсинда Бранд.
Лиана Липперт превратилась в лидера. В феврале она выиграла стильную гонку Кэдел Эванс Грейт Оушен Роуд Вумен. Она стала второй на Тур Даун Андер. Она лидировала и в других гонках Мирового тура, заняв восьмое место на Флеш Валонь Фамм и десятое на Ла курс бай Тур де Франс. Она также заняла пятое место в групповой гонке на чемпионате мира. Лорена Вибес также присоединилась к команде. Она выиграла Классику Брюгге — Де-Панне, после того как Жольен Д'Оре была вынуждена сойти с дистанции. Она также стала третьей в Ла Вуэльта Фамм. Флортье Маккайе была третьей на Омлоп Хет Ниувсблад, а также на Брабантсе Пейл. Жюльетт Лабу была восьмой в Льеж — Бастонь — Льеж Фамм. Корин Ривера также провела неудачный сезон. Лиана Липперт стала седьмой в рейтинге UCI и девятой, а также лучшей молодой гонщицей в рейтинге Мирового тура. В командном зачёте этих соревнований команда Sunweb заняла четвёртое и третье места соответственно.

### 2021

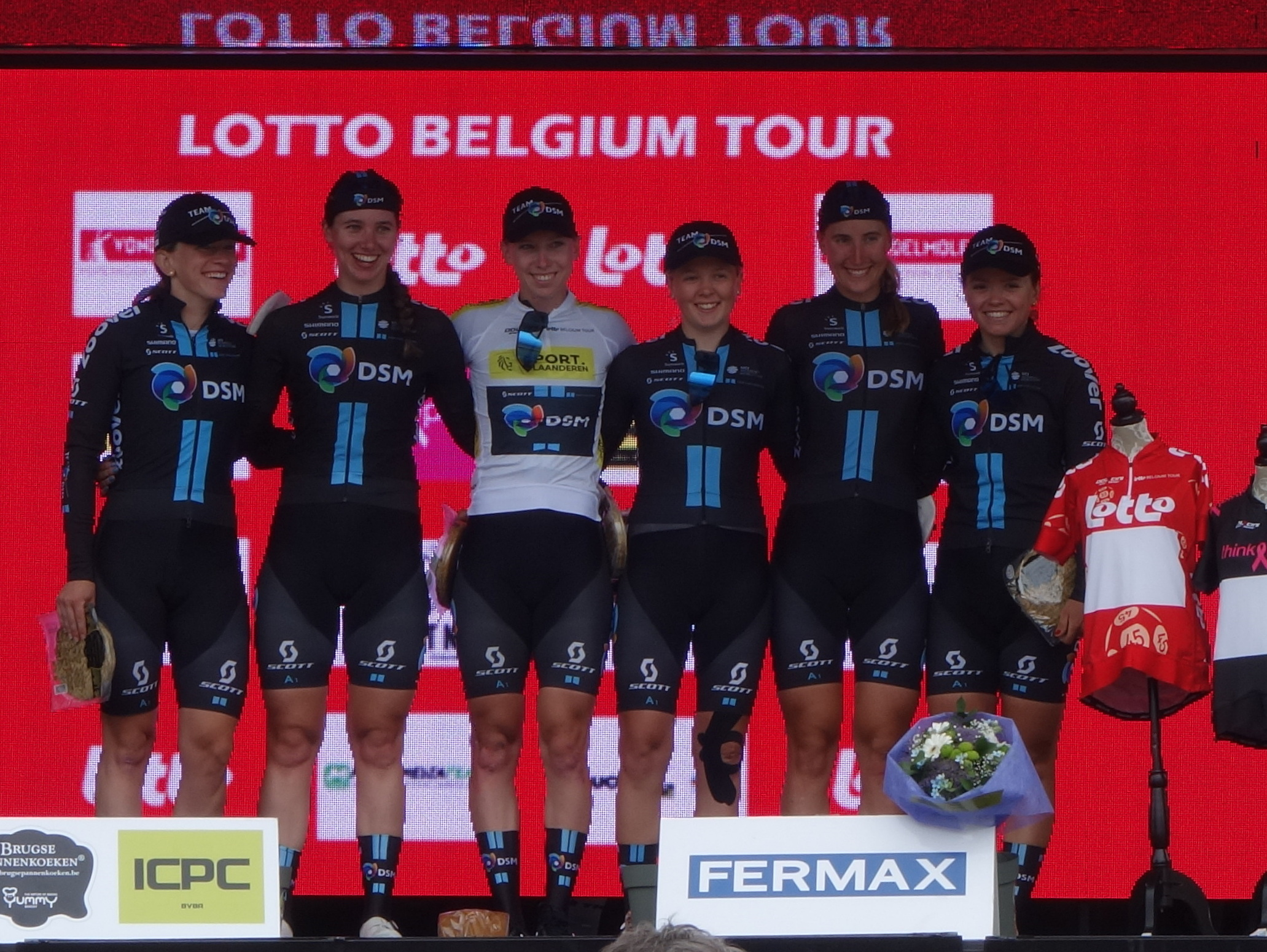
Команда на Туре Бельгии, 2021.

Состав команды в целом стабилен. Чемпионка мира по шоссейным велогонкам среди юниоров Меган Ястраб — главный новобранец.
Лорена Вибес подтвердила свой статус одной из лучших спринтерш в пелотоне. Она одержала двенадцать побед, включая два этапа на Джиро д'Италия, The Women's Tour и Туре Тюрингии. Жюльетт Лабу была шестой в гонке Флеш Валонь Фамм, седьмой в гонке Джиро д'Италия, шестой в индивидуальной гонке чемпионата мира и второй в женском Туре. Лиана Липперт была четвёртой на Туре Тюрингии, второй на чемпионате Европы по шоссейным велогонкам и пятой на Ла Вуэльта Фамм. Корин Ривера выиграла этап на Джиро д’Италия Донне. Пфайффер Джорджи стала чемпионкой Великобритании по шоссейным велогонкам и шестой на Холланд Ледис Тур. Франциска Кох стала седьмой на Париж — Рубе Фамм. Лорена Вибес стала двадцатой в рейтинге UCI, а Жюльетт Лабу — восемнадцатой в Мировом туре. DSM заняла четвёртое и пятое места в этих командных рейтингах.

### 2022

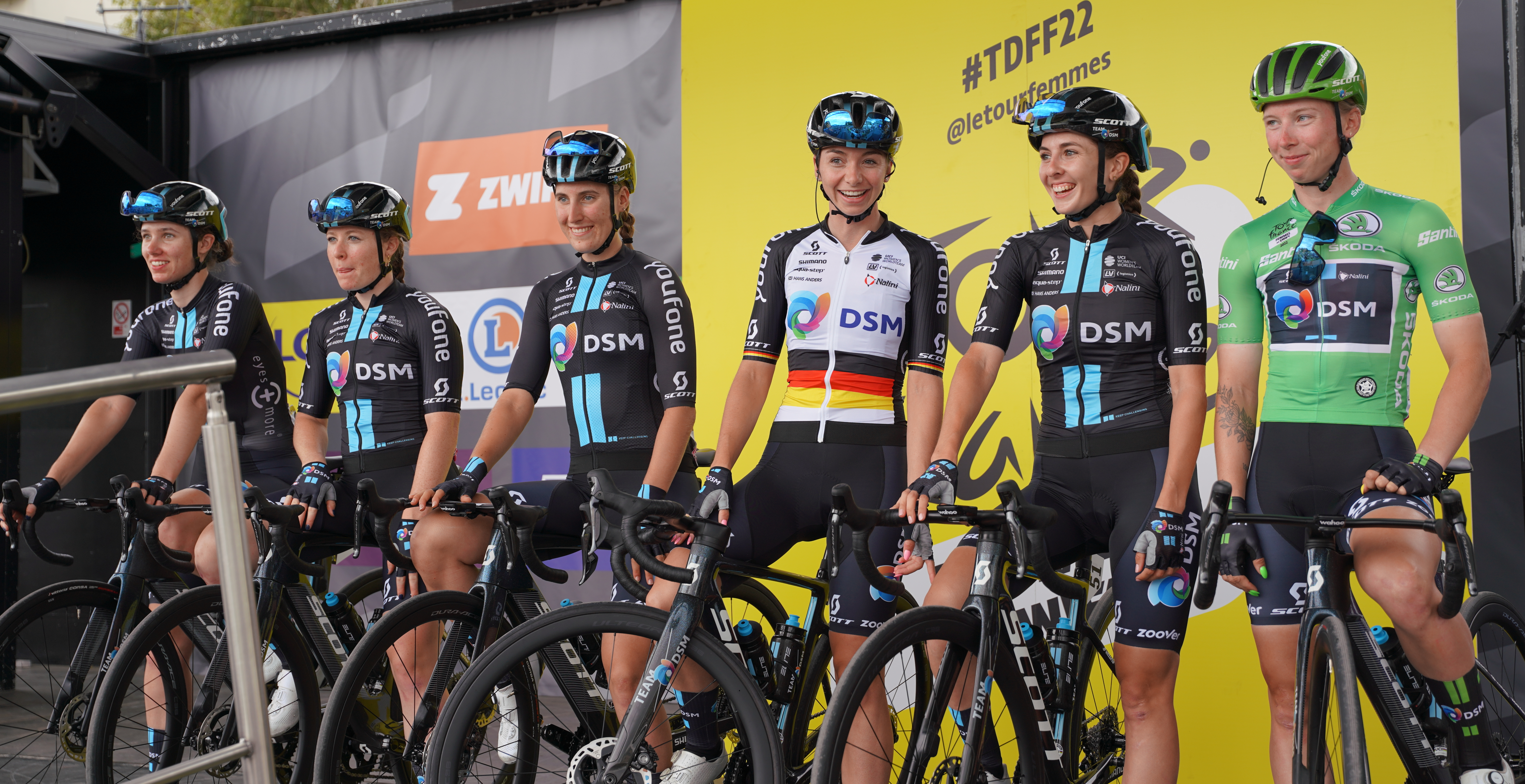
В 2022 году на стартовом подиуме в Реймсе.

В соответствии с мнением главного спонсора, команда решила вновь начать выступать с нидерландской лицензией с сезона 2022 года.
Корин Лабеки и Сюзанна Андерсен покинули команду, их заменили молодые гонщицы. Лорена Вибес подтвердила, что является лучшим спринтером в пелотоне, одержав 23 победы, в том числе 13 в Мировом туре. В частности, она выиграла Тур Дренте, все этапы и общий зачёт RideLondon Classique, три этапа Вуменс Тур, четыре из шести этапов Балуаз Ледис Тур, два этапа Тур де Франс, групповую гонку Чемпионата Европы, три этапа и общий зачёт Холланд Ледис Тур, а также различные полуклассики. Она также заняла второе место в Классике Брюгге — Де-Панне. Лиана Липперт выиграла чемпионат Германии по шоссейным гонкам, стала третьей на Амстел Голд Рейс, второй на Туре Скандинавии, четвёртой на Ла Вуэльта Фамм и Туре Романдии. Одна из сильнейших на чемпионате мира, она заняла четвёртое место. Жюльетт Лабу выиграла Вуэльту Бургоса, стала четвёртой на Тур де Франс Фамм и выиграла горный этап на Джиро д’Италия Донне. Она также была пятой в Туре Страны Басков. Пфайффер Джорджи стала второй на Опен Воргорда RR. Лорена Вибес заняла второе место в рейтинге UCI и четвёртое в Мировом туре. Команда DSM заняла третье место в обеих командных классификациях.

### 2023

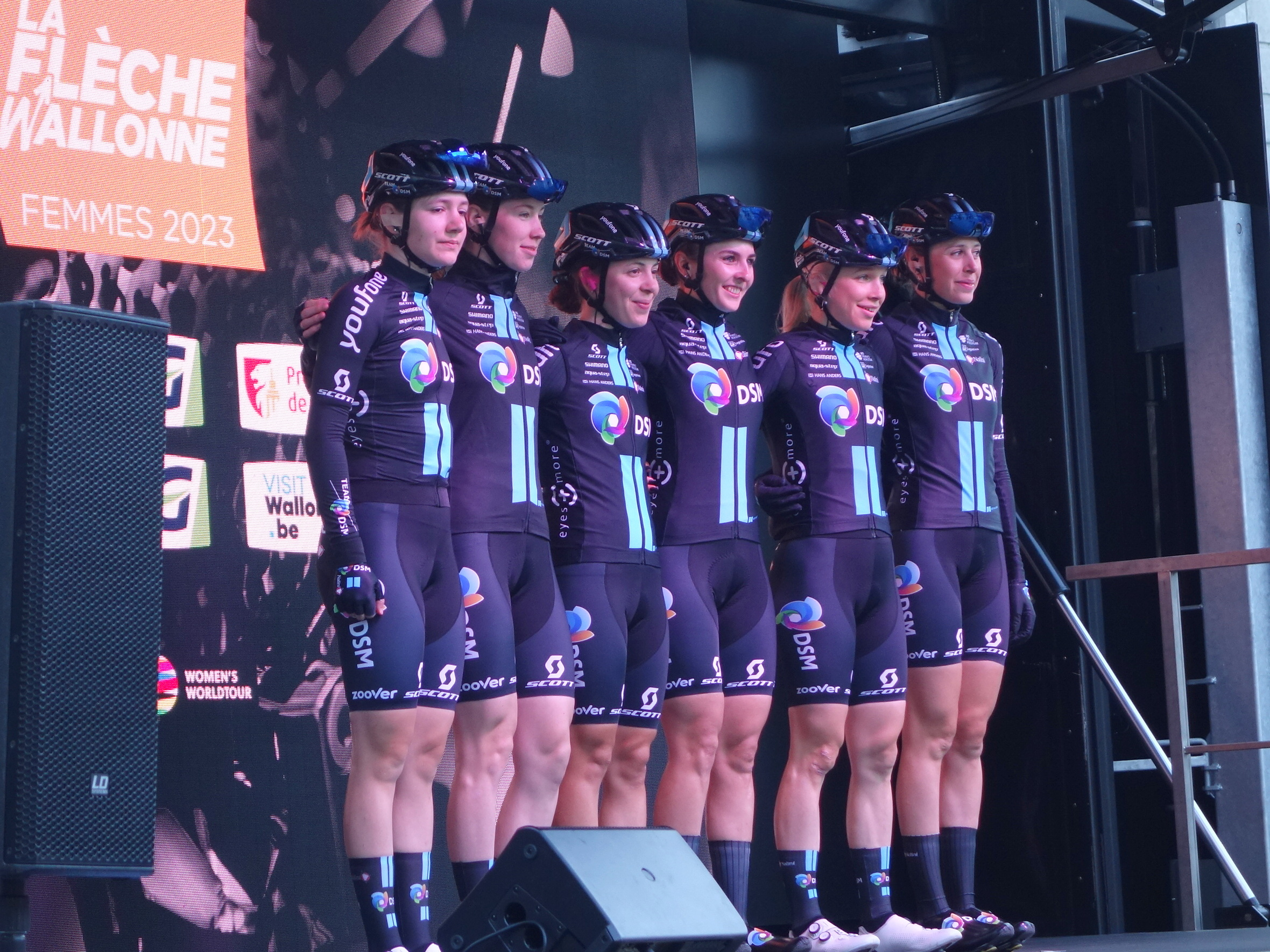
На Флеш Валонь Фамм, 2023

После слияния DSM со швейцарским производителем вкусов и ароматов Firmenich, команда получила своё нынешнее название 1 июля 2023 года, а первой гонкой под новым названием стала Джиро д'Италия Донне 2023.
Из команды ушли спринтер Лорена Вибес, Лиана Липперт и классическая гонщица Флортье Маккайе. Леа Кирхманн также уходит из спорта. На смену им пришли не менее семи новых профессионалов. Пфайффер Джорджи провела прекрасный сезон, выиграв чемпионат Великобритании, Классику Брюгге — Де-Панне, заняв пятое место на Омлоп Хет Ниувсблад, четвёртое место на Холланд Ледис Тур и на чемпионате Европы по шоссейному велоспорту, а также несколько финишей в топ-10 на других гонках Мирового тура. Жюльетт Лабу отлично выступала в холмистых и многодневных гонках. Она была шестой на Туре Фландрии, седьмой на Ла Вуэльта Фамм, пятой на Тур де Франс Фамм и второй на Джиро д’Италия Донне. Она также была четвёртой на Туре Романдии и пятой в Гран-при Плуэ — Бретань. Шарлотта Кул заменила Лорену Вибес, одержав тринадцать побед, большинство из них в спринтах, включая победу в общем зачёте RideLondon Classique. Меган Джастрэб заняла второе место на Гент-Вевельгем. Пфайффер Джорджи занимает девятое место в рейтинге UCI, а Жюльетт Лабу — девятое место в рейтинге Мирового тура. Команда DSM заняла седьмое место в обеих командных классификациях.

## Обзор и структура управления
| Год  | Код UCI | Название                                        | Категория | Велосипеды | Руководство                                                                                              |
| ---- | ------- | ----------------------------------------------- | --------- | ---------- | --- |
| 2011 |         | Skil-Koga                                       | Elite 2   | Koga       | Менеджер: Сисси ван Алебек Спортивный директор: Шэрон ван Эссен, Сисси ван Алебек                        |
| 2012 | SKI     | Skil-1T4I (до 31 марта) Skil-Argos (с 1 апреля) | WT        | Felt       | Менеджер: Сисси ван Алебек Спортивный директор: Шэрон ван Эссен, Сисси ван Алебек                        |
| 2013 | ARW     | Team Argos-Shimano                              | WT        | Felt       | Менеджер: Сисси ван Алебек Спортивный директор: Йорн Кнопс, Сьоерд Костер, Марк Реф, Цес-Ян ван дер Звеп |
| 2014 | GIW     | Team Giant-Shimano                              | WT        | Giant      | Менеджер: Марлус Пулман Спортивный директор: Рюд Вераген, Дирк Рёлинг, Ханс Тиммерманс                   |
| 2015 | TLP     | Team Liv-Plantur                                | WT        | Giant      | Менеджер: Марлус Пулман Спортивный директор: Ханс Тиммерманс, Дирк Рёлинг, Айке Висбек                   |
| 2016 | TLP     | Team Liv-Plantur                                | WT        | Giant      | Менеджер: Марлус Пулман Спортивный директор: Ханс Тиммерманс, Артур ван Донген, Дирк Рёлинг, Айке Висбек |
| 2017 | SUN     | Team Sunweb                                     | WT        | Giant      | Менеджер: Марлус Пулман Спортивный директор: Ханс Тиммерманс, Артур ван Донген, Дирк Рёлинг, Айке Висбек |
| 2018 | SUN     | Team Sunweb                                     | WT        | Giant      | Менеджер: Франсин Схюрман-Смит Спортивный директор: Ханс Тиммерманс, Артур ван Донген, Айке Висбек       |
| 2019 | SUN     | Team Sunweb                                     | WT        | Cervélo    | Менеджер: Франсин Схюрман-Смит Спортивный директор: Ханс Тиммерманс, Артур ван Донген, Айке Висбек       |
| 2020 | SUN     | Team Sunweb                                     | WWT       | Cervélo    | Менеджер: Иван Спекенбринк Спортивный директор: Ханс Тиммерманс                                          |
| 2020 | SUN     | Team DSM                                        | WWT       | Cervélo    | Менеджер: Иван Спекенбринк Спортивный директор: Ханс Тиммерманс                                          |
| 2021 | DSM     | Team DSM                                        | WWT       | Scott      | Менеджер: Иван Спекенбринк Спортивный директор: Ханс Тиммерманс                                          |
| 2022 | DSM     | Team DSM                                        | WWT       | Scott      | Менеджер: Иван Спекенбринк Спортивный директор: Рюди Кемна                                               |
| 2023 | DSM     | Team DSM                                        | WWT       | Scott      | Менеджер: Иван Спекенбринк Спортивный директор: Рюди Кемна                                               |

## Сезон 2024 года
| Состав 2024                        | Состав 2024      | Состав 2024                            | Состав 2024 |
| Гонщик                             | Дата рождения    | Предыдущая команда                     |             |
| ---------------------------------- | ---------------- | -------------------------------------- | ----------- |
| Франческа Барале                   | 29 апреля 2003   | VO2 Team Pink (2021)                   |             |
| Ракеле Барбьери                    | 21 февраля 1997  | Liv Racing TeqFind (2023)              |             |
| Элеонора Чиабокко                  | 4 марта 2004     |                                        |             |
| Пфейффер Джорджи                   | 27 сентября 2000 | Jadan Weldtite (2018)                  |             |
| Daniek Hengeveld                   | 17 ноября 2002   | GT Krush Tunap (2022)                  |             |
| Меган Джастрэб                     | 29 января 2002   | Rally Cycling (2020)                   |             |
| Франциска Кох                      | 13 июля 2000     | Watersley International (2019)         |             |
| Шарлотта Кол                       | 6 мая 1999       | NXTG Racing (2021)                     |             |
| Жюльетт Лабу                       | 4 ноября 1998    | VC Morteau Montbenoit (2016)           |             |
| Josie Nelson                       | 8 апреля 2002    | Coop-Hitec Products (2023)             |             |
| Esmée Peperkamp                    | 23 июля 1997     | Loving potatoes-de Jonge Renner (2020) |             |
| Мейв Плуфф                         | 8 июля 1999      |                                        |             |
| Эглантин Райе                      | 12 июня 2004     |                                        |             |
| Аби Смит                           | 1 апреля 2002    | EF Education-TIBCO-SVB (2023)          |             |
| Becky Storrie                      | 27 сентября 1998 | Cams Basso (2022)                      |             |
| Элиза Уйен                         | 23 июня 2003     |                                        |             |
| Анна ван дер Мейден (1 янв–31 июл) | 20 июня 2004     | WV Schijndel (2022)                    |             |
| Нинке Винке                        | 22 июня 2004     |                                        |             |
| Силье Бадер (16 июл–31 дек)        | 24 сентября 2005 |                                        |             |
|                                    |                  |                                        |             |
| Источник: ProCyclingStats          |                  |                                        |             |

| 17 мар | Тур Нормандии (женский), 4-й этап          | 2.1   | Josie Nelson     |
| 22 июн | Чемпионат Франции - групповая гонка        | CN    | Жюльетт Лабу     |
| 22 июн | Чемпионат Германии - групповая гонка       | CN    | Франциска Кох    |
| 23 июн | Чемпионат Великобритании - групповая гонка | CN    | Пфейффер Джорджи |
| 10 июл | Балуаз Ледис Тур, 2-й этап                 | 2.1   | Шарлотта Кол     |
| 12 авг | Тур де Франс Фамм, 1-й этап                | 2.WWT | Шарлотта Кол     |
| 13 авг | Тур де Франс Фамм, 2-й этап                | 2.WWT | Шарлотта Кол     |

### Коммментарии
1. ↑  Леа Кирхманн выиграла Гран-при Гатино, но выступала за Канаду